# J Balvin
José Álvaro Osorio Balvin (Medellín, Antioquia; 7 de mayo de 1985), más conocido por su nombre artístico J Balvin, es un cantante y productor colombiano. Es uno de los artistas latinoamericanos más vendidos, con ventas de treinta y cinco millones de álbumes y sencillos a nivel mundial. Ha logrado posicionarse tanto en el mercado musical hispano como en el mercado musical de habla inglesa, llegando a colocar sus canciones en número uno en varias listas musicales, entre ellas Billboard.
A lo largo de su carrera, ha ganado once Premios Billboard de la Música Latina, seis Premios Grammy Latinos, cinco Premios MTV a los Videos Musicales y siete Premios de la Música Latinoamericana y recibió cuatro nominaciones a los Premios Grammy. En 2017, los Premios BMI Latinos lo nombraron Compositor Latino Contemporáneo del Año por su contribución a la industria de la música latina, y ha ganado el primer Premio Ícono Global que otorgan los Premios Lo Nuestro, en reconocimiento a su contribución a la difusión latina música en todo el mundo. Se convirtió en el primer latino en encabezar eventos musicales mundiales como Coachella, Tomorrowland y Lollapalooza. El Guinness World Records lo reconoció como un "líder de una revolución del reggaetón de segunda generación".
Desde joven mostró interés por la música; en sus inicios musicales, se introdujo en el rock. Luego, formó un grupo musical de rap y en 2007 comenzó a hacerse notar localmente como solista. En 2009, fue reconocido como «artista revelación» por varias emisoras radiales de Colombia, año en que además firmó un contrato musical con EMI Music.
Su primer álbum de estudio, La familia, fue certificado con discos de oro, platino y multiplatino en varios países. El sencillo del álbum, «6 AM», alcanzó los cinco primeros en los listados de Billboard, además se convirtió en el primer tema en ganar un disco de diamante en Estados Unidos. «Ay vamos», fue número uno en los Hot Latin Songs de Billboard, y también ganó un disco de diamante en los Estados Unidos. Ese tema le valió a Balvin su primer premio Grammy Latino.
En 2015, lanzó «Ginza», primer sencillo de su siguiente álbum. Ese tema se posiciona en el número uno en Colombia, Estados Unidos, México y España, además, con este ingresó por primera vez a la lista Billboard Hot 100, en la posición 84.
Por otra parte, cantó junto a Jennifer Lopez y Shakira como invitado en el espectáculo de medio tiempo del Super Bowl LIV, llevado a cabo el 2 de febrero de 2020, donde interpretó «Qué calor» y «Mi gente».
En septiembre de 2020, fue incluido en el listado de la revista Time de las «100 personas más influyentes del año», y en 2021, hizo una colaboración con la marca Air Jordan del exbaloncestista Michael Jordan.

## Familia y educación
José Álvaro Osorio Balvin nació el 7 de mayo de 1985 en la ciudad de Medellín, Colombia. Es hijo de José Álvaro Osorio y Alba Mery Balvin y tiene una hermana menor llamada Carolina, quien es modelo.
Balvin comenzó a hacer música desde muy temprana edad, interesándose por géneros como el hip hop, a los 14 años.
Luego de terminar la escuela, viajó a Oklahoma, como parte de un intercambio cultural, además de vivir un tiempo en Nueva York, donde afianzó su gusto por el género urbano.
En su etapa de estudiante de secundaria hizo parte de varias bandas de rock, que, a pesar de no tener nombre, tocaban canciones de Nirvana, Metallica y Enanitos Verdes.
Más adelante, mientras estudiaba las carreras de negocios internacionales y comunicación social en la Universidad EAFIT perteneció a la banda de rap MDL Crew —actualmente llamada Universidad de la Calle—, por lo que interrumpió sus estudios en el séptimo semestre.

## Carrera musical

### 2001-2007: comienzos
Debutó en 2001 con la canción «Hasta Mañana», y después en el 2004 lanzó su segundo sencillo que se llama (Panas) que es un tema dedicado a los amigos, y después en 2006 lanzó su otra canción llamada (Sencillo) y luego en el 2007 comenzó a darse como solista con la canción (Éxtasis) la cual tuvo una colaboración con Jowell, siendo esta la primera colaboración urbana entre un cantante colombiano y puertorriqueño, además de publicar el sencillo «Inalcanzable» junto al dúo colombiano Golpe A Golpe. También colaboró en la segunda remezcla de la exitosa canción Down del dúo R.K.M. & Ken-Y.
En 2008, lanzaría el sencillo «Ella me cautivó», el cual tuvo un video musical publicado en 2009, dicha canción ingresó al listado Tropical Songs de Billboard en la posición 35, con lo que se convirtió en su primera entrada en una lista internacional. A finales de 2008, Osorio consiguió un show como telonero del rapero 50 Cent en Medellín.
Firmó con EMI Music en 2009, ese mismo año publicó el sencillo «Hola que tal» con el cual se convirtió en artista revelación del 2009 por la emisora La Mega de RCN Radio, así como artista de verano de Los 40 Principales y compositor revelación por la gobernación de Antioquia.

### 2010-2012: consolidación musical

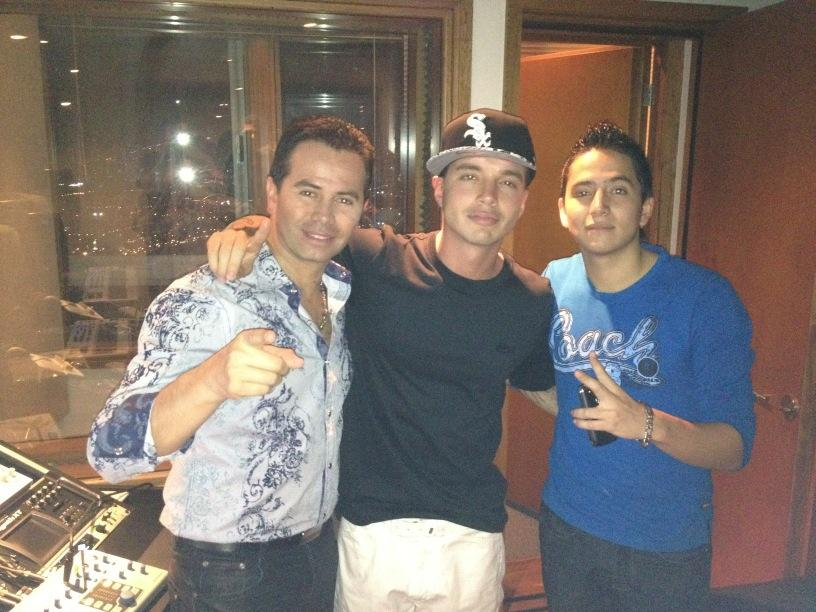
Balvin junto a Andy (derecha) y Jhonny Rivera (izquierda) en 2012.

En el 2010, el artista comenzó a abrirse paso en el mercado internacional, teniendo presentaciones en ciudades como Nueva Jersey, Boston, Nueva York, Orlando y Miami, así como su música se escuchaba en varios países de América Latina. Ese mismo año inició una gira por Europa, donde se agotó el 80 % de la boletería en varias fechas. En ese mismo año, lanzó el sencillo «Sin compromiso» que tuvo una acogida radial en aquel entonces. En 2011 lanzó algunas canciones como «Partan la discoteca» junto a Guelo Star y «Mi dama de Colombia (Remix)» junto a Jowell & Randy, Pipe Bueno y Pipe Calderón, además de aparecer en el álbum de Cosculluela, El Niño, con la canción «Si Tu No Estás (Remix)». También lanzó otros temas como «Me gustas tú» y «En lo oscuro», esta última se posicionó en la primera posición del listado National Report de Colombia, siendo su primer número uno en su país.
El 28 de febrero de 2012, lanzó un álbum recopilatorio homónimo titulado J Balvin Mix Tape. Durante ese lapso de tiempo, el artista ganó múltiples premios, como los Premios Nuestra Tierra y premios Shock, donde entre otras fue reconocido como artista del año.
A mediados de 2012, lanzó «Yo te lo dije», que sería el sencillo debut de su primer álbum de estudio. El tema alcanzó la primera posición en Colombia siendo su segunda canción número uno en Colombia, mientras que en Venezuela se convirtió en su primera entrada al ingresar a la posición 77 en Record Report. La canción se ubicó en la casilla 13 y 9 de Hot Latin Songs y Latin Pop Songs de Billboard respectivamente, siendo su primer sencillo en ambas listas, además de ser la segunda canción de airplay en latin rhythm. Por su parte «Tranquila» se lanzó al mercado como el segundo sencillo del futuro álbum, este se posicionó en la casilla 3 en Colombia y en la 78 en Venezuela. Estos dos sencillos fueron certificados con dos discos de platino y platino por parte de la RIAA para el mercado latino.

### 2013-2015:La familiay éxito internacional

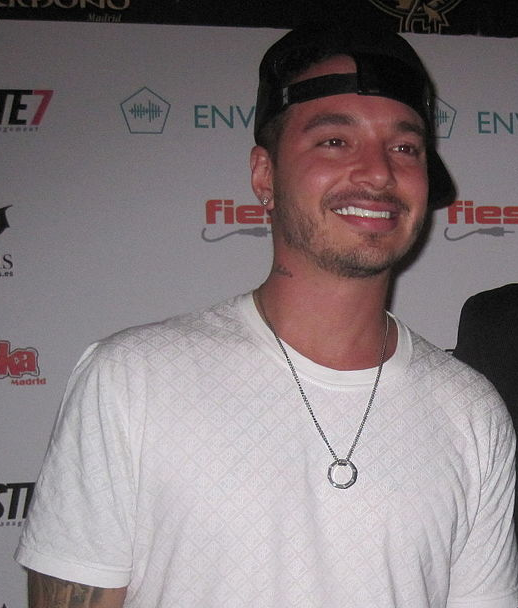
J Balvin en 2014.

A comienzo de 2013 el artista lanzó el sencillo «Sola», que se convertiría en su tercer número uno en Colombia, al tiempo que fue certificado oro por la RIAA en los Estados Unidos. El artista hizo su debut en vivo para el mercado latino en los Estados Unidos durante los Premios Juventud, donde interpretó «Yo te lo dije». Seguido de eso, el artista lanzó el tema «6 AM», al lado del cantante puertorriqueño Farruko. El tema se convertiría en un éxito al lograr la cuarta posición en el listado de Hot Latin Songs, además de durar varias semanas en la cima de Latin Rhythm Airplay. En Latinoamérica el tema tuvo un buen recibimiento: Se hizo con la cuarta posición en Colombia y Venezuela, en este primero se llevó tres discos de platino.
«6 AM» fue el primer tema de Balvin en ingresar al listado de música de España PROMUSICAE, en la posición 22, luego se le otorgó dos discos de platino. El tema se convirtió en el primer sencillo en español en conquistar un disco de diamante para un tema español en los Estados Unidos. «6 AM» estuvo nominado al Premio Grammy Latino como mejor interpretación urbana y mejor canción urbana, aunque no ganó, si se llevó dos Premios Lo Nuestro, a mejor canción y colaboración urbana.
El 23 de octubre lanzó su primer álbum de estudio La familia, producido por las compañías discográficas Capitol Latin y EMI Music México. El álbum fue producido por Master Chris, Arbise González «Motiff», Mr. Pomps, Rome, Keith Ross y Gavriel Aminov «Vein». El álbum se posicionó en la décima casilla de Top Latin Albums de Billboard, y ganó cinco discos de platino en su natal Colombia, así como dos discos de platino en México y Chile, un disco de platino en Perú y Rumania, y un disco de oro en Argentina, Ecuador y Venezuela. En el 2014, el álbum estuvo nominado al mejor álbum de música urbana en los Grammy Latino, pero perdió ante Multi viral de Calle 13.
El artista lanzó en el 2014 el sencillo «Ay vamos». El tema se convierte en su primer número uno en la lista de Hot Latin Songs, en donde permanece solo una semana, además también entró a la primera posición en Colombia. —su cuarto número uno— El tema se convirtió además en el segundo sencillo en ser certificado diamante por un artista latino. Durante 2014, el cantante realizó una actuación en los MAD VMA griegos junto a la cantante Eleni Foureira, donde versionaron el tema "Tranquila".

### 2016-2017:Energía

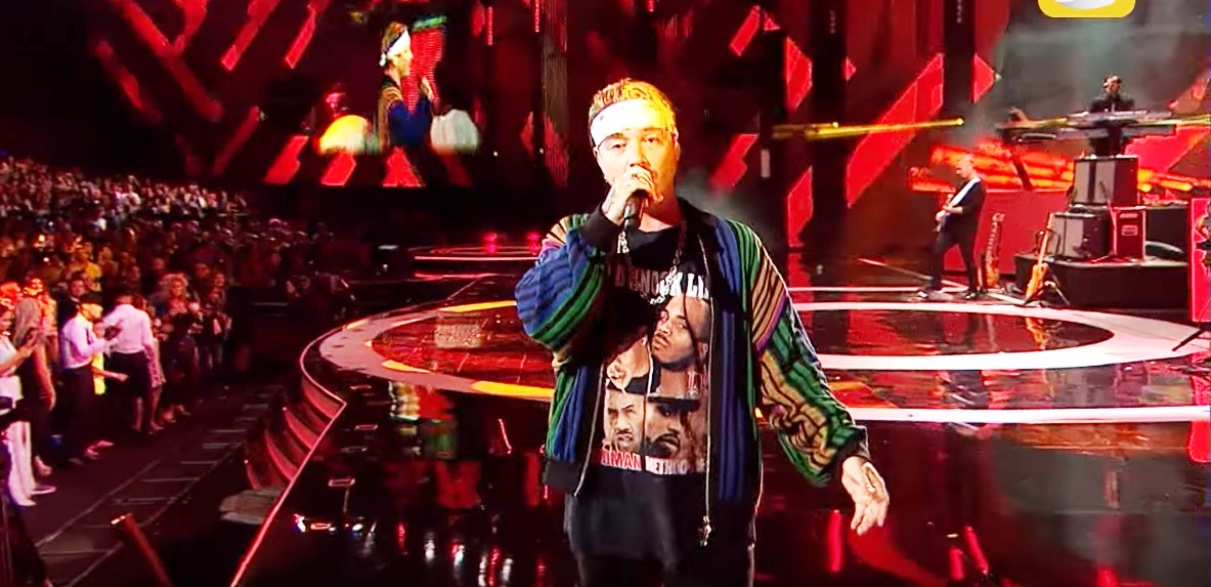
J Balvin interpretando «6 AM» en el Festival Internacional de la Canción de Viña del Mar de 2017.

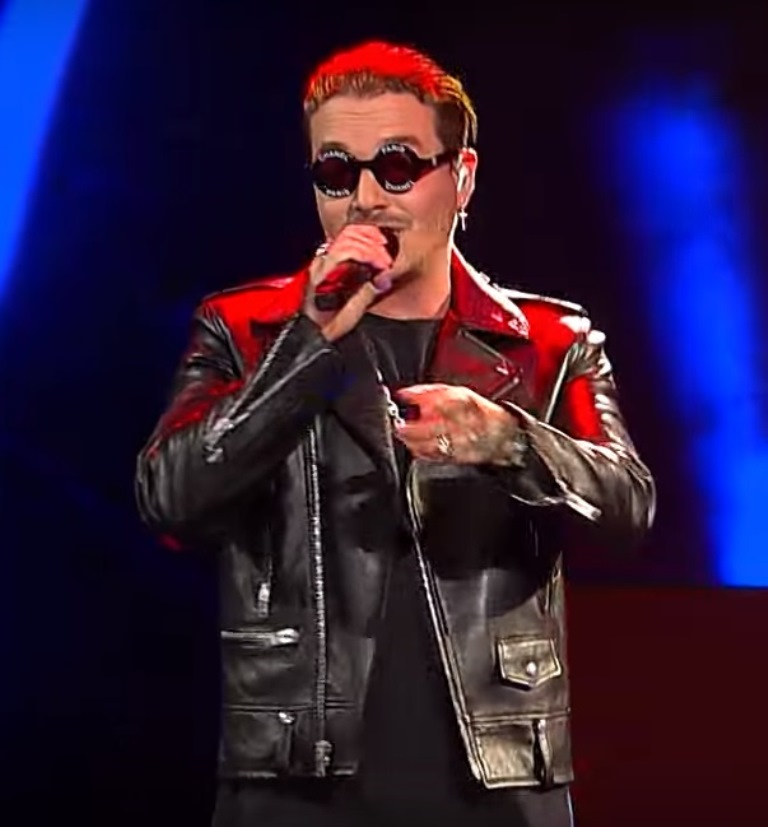
J Balvin interpretando «Ginza» en el Festival Internacional de la Canción de Viña del Mar de 2017.

En 2015, se embarcó en la gira musical Sex and Love Tour de Enrique Iglesias y Pitbull. Ese mismo año el tema «Ay vamos» ganó el Premio Grammy Latino a mejor canción urbana, al recibir el premio le agradeció a Dios, a Colombia y a su equipo de trabajo entre otros. Esa misma noche, abrió la premiación junto a Farruko, Major Lazer y MØ, interpretando «Ginza» y «Lean On». En el 2015, lanza «Ginza», primer sencillo de su siguiente álbum. Ese tema se posiciona en el número uno en los Estados Unidos, así como en México y España, siendo el éxito internacional del artista, puesto que además ingresó a la lista Billboard Hot 100, en la posición 84, es así su primer sencillo en esa lista. «Ginza» ganó un disco de oro en México, y un disco de platino en España y los Estados Unidos. «Ginza» además se convirtió en la primera canción del artista, en ingresar a listados internacionales: El tema se posicionó en el número 1 en Italia, donde ganó disco de platino. También entró al listado en Suiza, Países Bajos y Eslovaquia en posiciones inferiores al top 50.
Balvin se convirtió en el primer colombiano en presentarse en el Festival de la Canción de Sanremo en Italia, esto en 2016, en donde interpretó «Ginza». Al permanecer veintiún semanas consecutivas en la cima del Hot Latin Songs de Billboard, «Ginza» estableció un nuevo récord, como el acto con más semanas en el número de la lista por un artista sin acompañante, sobrepasando a «Me enamora» (2007) de Juanes, «Te quiero» (2008) de Flex y «A puro dolor» (2000) de Son By Four, quienes habían permanecido veinte semanas en la cima de la lista. Balvin ha logrado certificar varios vídeos musicales, al lograr sobrepasar las 100 millones de visitas —y más— en su cuenta de VEVO.
El 6 de mayo de 2016, es lanzado el segundo sencillo de su próximo álbum «Bobo», el cual alcanzó la primera posición en Hot Latin Songs. El 3 de marzo de 2017, lanzó su sencillo «Si tu novio te deja sola» acompañado del cantante Bad Bunny. El 1 de junio de 2017, lanzó su otro sencillo «Bonita» junto a Jowell & Randy. El 29 de junio de 2017, lanzó su sencillo «Mi gente» junto a Willy William.

### 2018:Vibras
El 1 de marzo de 2018 se lanza «X», canción del cantante estadounidense Nicky Jam en colaboración con Balvin. El 25 de mayo, J Balvin lanza Vibras, su tercer álbum de estudio. En esa misma fecha, es lanzada la canción «I Like It» de la rapera estadounidense Cardi B, sencillo en el cual Balvin colabora junto con Bad Bunny. Esta colaboración, le valdría su primera nominación a los Premios Grammy al año siguiente en la categoría Grabación del año. En junio de 2018, el cantante estrena la canción «Positivo», en colaboración con el Dj Haitiano Michael Brun. El tema fue postulado para ser la canción oficial de la Copa Mundial de Fútbol de 2018. El 15 de noviembre, Vibras obtuvo un Latin Grammy en la categoría Mejor Álbum de Música Urbana.

### 2019:Oasis
En febrero de ese año, J Balvin se convirtió en el primer artista latino en presentarse en el Festival de Música y Artes de Coachella Valley. Durante el espectáculo, el cantante expresó su emoción de estar en el evento:

«Nos demoramos quince años para que llegara el reggaeton a Coachella. Soy J Balvin y soy de Medellín, Colombia. Es una gran oportunidad estar hoy representando a los latinos con reggaeton.»

En marzo, Balvin colaboró con la cantante española Rosalía en la canción «Con altura». El 28 de junio de 2019, J Balvin lanza Oasis, su primer álbum colaborativo, junto con Bad Bunny. El álbum también cuenta con la participación de Marciano Cantero y Mr. Eazi. El álbum obtendría en 2020 una nominación en la categoría Mejor Álbum Latino de Rock, urbano o alternativo en la 62.ª edición de los Premios Grammy. En julio de 2019, J Balvin colaboró (junto con Karol G, Daddy Yankee y Ozuna) en la canción «China» del cantante puertorriqueño Anuel AA. En septiembre de ese mismo año, Balvin lanza su primera colaboración con Maluma, titulada «Qué pena». Esta canción puso fin a los rumores que circularon durante años sobre una supuesta rivalidad entre ambos artistas. En octubre, hizo parte de la banda sonora de la película Bad Boys for Life al colaborar con el grupo estadounidense The Black Eyed Peas en la canción «Ritmo». Ese mismo mes, hizo parte de la banda sonora de la película de Anime Human Lost, al interpretar el tema del mismo nombre en colaboración con el grupo japonés m-flo.

### 2020:Colores
El 2 de febrero de 2020, hizo parte del show de medio tiempo del Super Bowl LIV junto con Jennifer López, Shakira y Bad Bunny. El espectáculo tuvo una audiencia de 103 millones de televidentes. El 19 de marzo, el cantante lanza su cuarto álbum de estudio Colores, el álbum cuenta con las colaboraciones de Diplo, Michael Brun, Mr. Eazi y Sky. Los videos musicales de este álbum son dirigidos por Collin Tilley, el cual ya había trabajado previamente con Balvin en los videos musicales del álbum Oasis. Con el estreno del álbum, se lanzó una nueva línea de merchandising. Fue top 27 en Los artistas latinos más grandes de todos los tiempos en Billboard.

### 2021:Jose
El 27 de febrero lanza su tema en solitario «Ma' G», El 18 de marzo lanza «Tu veneno» mientras iba preparando su álbum, después lanzó su colaboración con Khalid, «Otra noche sin ti» que sería el segundo sencillo de su álbum «Jose» pues dentro de este trabajo incluyó la colaboración junto con Dua Lipa y Bad Bunny titulada «Un día (One Day)» que había salido un año atrás como un sencillo. 
Este álbum tuvo la intención de acercar al público a la persona detrás del artista, en un espectro amplio y diverso en el que convergen diversos ritmos desde el clásico reggaeton hasta el dancehall, R&B/Soul, dembow y el trap latino. Dentro de este trabajo lograron destacarse algunas canciones como «In Da Getto» en colaboración con Skrillex o el sencillo titulado «Que más pues?» junto a María Becerra.
El sencillo titulado "Perra", junto a la rapera dominicana Tokischa, género cierto malestar hasta el punto de ser censurado por el gobierno colombiano al ser considerado un tema en el que se reproducen explícitamente mensajes racistas, sexistas y misóginos. El vídeo fue retirado oficialmente de la plataforma de videos de YouTube.

### 2024: Rayo
Después de 3 años de su álbum Jose, que fue nominado al Premio Grammy al mejor álbum de música urbana,  y tomarse una pausa de sacar música para centrarse en su familia, J Balvin lanzaría su sexto álbum de estudio llamado Rayo. Este álbum significó el regreso del cantante colombiano a la escena pública, tras desaparecer de sus redes sociales.

“La vida me ha mostrado que las pausas son esenciales para el crecimiento humano”
J Balvin

La historia del nombre del álbum es muy especial. Rayo es, en realidad, el nombre del primer coche del artista, un elemento determinante para la expansión de su carrera, su padre se lo regaló para que empezara a mover su carrera, visitara los estudios, los colegios y llegara a las entrevistas.
el primer sencillo de Rayo fue «En Alta» (con Omar Courtz, Yovngchimi y Quevedo); canción que fue publicada el 23 de junio de 2023. A este tema le siguieron «Polvo de tu vida» (con Chencho Corleone) y «Gaga» (con Saiko); este último vino con el anuncio de la fecha de lanzamiento del álbum para el 9 de agosto de 2024. El último sencillo promocional de Rayo fue «Doblexxó» (con Feid) publicado un día antes del lanzamiento del álbum completo.
J Balvin expreso su motivación para esta nueva etapa en su carrera musical:

“Estoy acá de nuevo, recargado de energía, agradecido y disfrutando de la música como cuando empecé”.

En mayo de 2025, realizó una colaboración musical para el remix de la canción «Tranquilo» de Louis BPM junto a Farruko, iZaak y Kris R.

## Estilo musical e imagen pública

### Estilo musical e influencias
La principal influencia para la composición de las canciones de J Balvin, son sus vivencias en Medellín, también a su evolución como artista. Para su álbum La familia, el artista implementó sonidos jamaiquinos, así como merengue y pop latino, no dejando de lado su estilo urbano.
Los críticos han contrastado el estilo musical de J Balvin de la primera ola de reguetón internacionalmente popular dirigida por Daddy Yankee. Marlon Bishop de The Fader describió su entrega vocal como un «suave arrastre», que difiere en gran medida de la entrega rápida y agresiva de actos de reguetón anteriores. Generalmente canta sobre sus ritmos en lugar de rapear y favorece un estilo más melódico e influenciado por el pop. Describiendo la producción de su música, Bishop escribe , «En lugar de los ritmos duros y maximalistas de la primera ola, las pistas de Balvin son cambiantes y espaciadas»  Con frecuencia trabaja con el escritor / productor radicado en Medellín Alejandro «Sky» Ramírez y Carlo Alejandro «Mosty» Patiño, a quien suele nombrar en sus canciones. Se le atribuye la popularización de un nuevo estilo de reguetón con sede en Medellín, junto con Maluma y puertorriqueños que se han mudado a la ciudad para involucrarse en la escena del reguetón, como Nicky Jam y Farruko.
Aunque cita a Daddy Yankee como su mayor inspiración musical, las primeras influencias de J Balvin fueron bandas de rock como Metallica y Nirvana, así como la leyenda de la salsa Héctor Lavoe. Ha cubierto el éxito de Nirvana «Smells Like Teen Spirit» en presentaciones en vivo. Cuando era adolescente, escuchaba a artistas de hip-hop como 2Pac, The Notorious BIG, Snoop Dogg, Wu-Tang Clan, Bone Thugs-n-Harmony y Onyx. También cita álbumes por el cantante canadiense de R&B The Weeknd y la banda de reggae puertorriqueña Cultura Profética como sus «álbumes de la isla desierta». La cantante pop cubana-estadounidense Camila Cabello ha citado a J Balvin como una influencia musical.
También se abstiene de cantar sobre el pasado violento de su país, diciendo que eso exacerba los estereotipos sobre los colombianos y que el país ha hecho grandes mejoras desde los días de Pablo Escobar. En cambio, habla de la vida cotidiana en sus canciones. Luis Estrada de Universal Music Latino y Capitol Latin dice de Balvin: «Rompe todas las reglas de lo que la gente piensa que es el reguetón, y lo aman por eso ... No se toma a sí mismo demasiado en serio». J Balvin es único también en que su equipo de baile en sus videos y conciertos son todos masculinos.
A pesar de ser fluido en inglés y colaborar frecuentemente con artistas de habla inglesa, J Balvin planea cantar solo en español. Su objetivo es hacer del reguetón un género mundialmente popular sin tener que cantar en inglés para lograr el éxito cruzado. Explica: «Quiero seguir haciendo historia en español. Quiero invitar a la corriente principal a mi mundo, mi sonido y lo que estoy haciendo. Y quiero que los artistas principales me respeten y acepten a los artistas latinos como iguales, sin que tengamos que cantar en inglés. Quiero que sepan que puedo competir globalmente con quien sea, en español». el artista estadounidense Pharrell canta el gancho en español en «Safari», y J Balvin describió que tener más músicos estadounidenses cantando en español como uno de sus «sueños más grandes». Sin embargo, grabó su primera canción en inglés con Pitbull y Camila Cabello para la banda sonora de 2017 a The Fate of the Furious, y explicó que está abierto a la idea de cantar en inglés si se presenta la oportunidad.
Influenciado por su fanatismo al rock en sus comienzos, decidió colaborar junto a otros artistas invitados en covers de las canciones del Black Album de Metallica, esto como motivo de celebración de los 30 años de lanzamiento del álbum, sin embargo, su cover de la canción «Wherever I May Roam» fue el más criticado por los fanáticos más puristas del rock, debido al repudio que tiene esta comunidad hacia el género del reguetón y sus cantantes.

### Moda

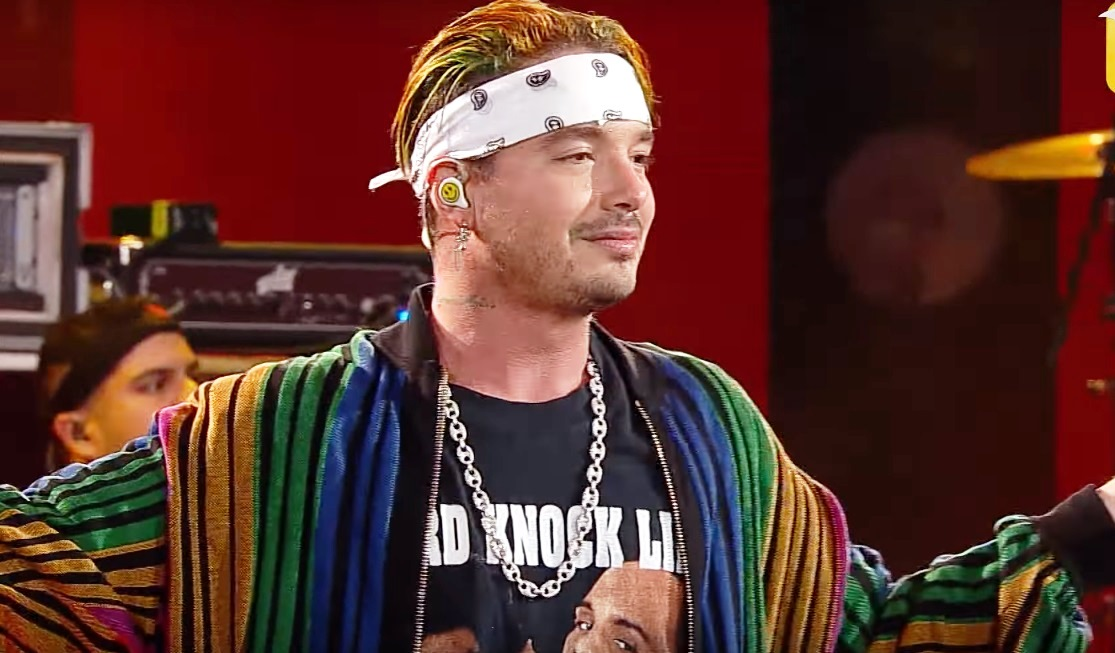
J Balvin es conocido por su estilo excéntrico, a menudo con colores brillantes y tiñéndose el cabello.

J Balvin ha llamado a la moda «la pasión de su vida, al mismo nivel que la música». Apareció como embajador durante la Semana de la Moda de Nueva York, y ha pedido una mayor representación de los latinos en el mundo de la moda. El músico también apareció en el catálogo Ovadia and Sons'Spring 2017. Utiliza accesorios excéntricos como sombreros de vaquero, chándales coloridos y rasgados jeans. Isabela Raygoza describió su estética en los Latin Grammys 2017 como un «Latin raver Eminem» debido a su cabello rubio neón y su ropa deportiva de colores brillantes. Su estilo a menudo combina ropa de calle tradicionalmente asociado con artistas de reguetón y marcas de lujo clásicas. J Balvin está influenciado por músicos como Kanye West y Pharrell Williams que han empezado incursiones en la moda. Hablando de la influencia de Pharrell, J Balvin explicó: «No me visto exactamente como él, pero quiero ser como él en la forma cultural. Abre las puertas a muchos nuevos diseñadores de moda y crea su propio estilo. Se trata de ama con él y él es la cultura». En julio de 2018, Balvin lanza su primera línea de ropa en colaboración con la marca francesa GEF.
En enero de 2019, Balvin lanzó su exclusiva colección de ropa Guess x J Balvin. Todos los artículos fueron diseñados en Los Ángeles y capturan su estilo juguetón, colorido y creativo.

### Imagen pública y letras
Bishop describió su imagen pública diciendo: «J Balvin no es un chico malo, es un buen tipo con un lado travieso bien cuidado". A menudo interactúa con los fanáticos en sitios de redes sociales como Snapchat e Instagram, y cita estas plataformas como esenciales para su éxito. Su compañero musical Mazo explicó: «Queríamos hacer música que fuera lo suficientemente limpia para que a tu abuela le gustara, pero lo suficientemente sensual como para que a las calles también les guste». Sus letras han sido descritas como más vulnerables que las típicas letras de reguetón, discutiendo relaciones interpersonales, ejemplificadas por el sencillo «Ay vamos». Por esta razón, ha sido comparado con el artista canadiense Drake, una comparación con la que J Balvin está de acuerdo.
Sobre el tema de misoginia en el reguetón, J Balvin señala: «[Tengo] madre, hermanas, parientes. Parte de lo que hicimos fue cambiar esa idea errónea de que el reguetón es machista y misógino. Por el contrario, las mujeres son nuestras fanáticas más grandes, y nos inspiran».
J Balvin tiene treinta tatuajes en su cuerpo, entre ellos las palabras «familia» y «mi gente», en una entrevista a El Espectador, explicó que hacen referencia a la «connotación del amor sin interés», y hacen referencia a sus fanes, quienes lo apoyan, así no lo conozcan en persona.
Su estilo de música se ha visto influenciada por artistas como Bone Thugs n Harmony, Nas, Mos Def, Vico C, el General, Ángel López de Son by Four y Daddy Yankee.

## Vida personal
La vida personal del artista, es un tema reservado para él. Sin embargo, confiesa que tuvo una relación de ocho años hasta 2011 con una mujer de Medellín, llamada Diana Pineda. También se le ha emparejado sentimentalmente con la modelo y presentadora colombiana Alejandra Buitrago. No obstante, se ha visto envuelto en diversas polémicas, como la declinación de su participación en el certamen Miss USA 2015, propiedad —en ese entonces— del empresario estadounidense Donald Trump, por los comentarios xenofóbicos de este hacia los mexicanos.
En abril de 2021 se hizo público que estaba esperando su primer hijo con la modelo argentina Valentina Ferrer. Su hijo, Rio, nació el 27 de junio de 2021.

## Discografía
Álbumes de estudio
- 2013: La familia
- 2016: Energía
- 2018: Vibras
- 2020: Colores
- 2021: Jose
- 2024: Rayo
- 2025: Mixteip

Álbumes colaborativos
- 2019: Oasis (junto a Bad Bunny)

## Filmografía

### Filmografía selecta
| Año  | Personaje | Título               |
| ---- | --------- | -------------------- |
| 2025 | Kalgalgan | Solo Leveling        |
| 2020 | Tresillo  | Trolls 2: World Tour |
| 2017 | Él mismo  | Súper X              |

## Giras
- La Familia Tour (2013-2016)
- Energía Tour (2016-2018)
- Vibras Tour (2018)
- Colores Tour (2019)
- José Tour (2022)
- Que Bueno Volver a Verte Tour (2024)
- Back To The Rayo Tour (2025)